# Alsórépás
Alsórépás (szlovákul: Nižné Repaše németül: Unter-Ripsch) község Szlovákiában, az Eperjesi kerület Lőcsei járásában.

## Fekvése
Lőcsétől 12 km-re északkeletre, a Tarca partján fekszik. Tipikus sorházas beépítésű település.

## Története
Répást 1270-ben „Repach” alakban említik először. A falu az 1278-ban a Görgey családnak adományozott erdős területen alakult ki. 1311-ben „Repas”, 1323-ban „Keeth Repas”, 1342-ben „Nagrepach” néven szerepel a dokumentumokban. Alsórépást először 1399-ben „Repach Inferior” néven említik, 1417-ben már magyar nevén: „Alsorepas” alakban bukkan fel. 1787-ben 71 háza és 512 lakosa volt.
A 18. század végén Vályi András így ír róla: „Alsó, és Felső Répás. Két tót falu Szepes Vármegyében, földes Uraik a’ Szepesi Káptalan, és több Uraságok, lakosaik katolikusok, és ó hitüek, fekszenek Lőtséhez mintegy kis mértföldnyire; határbéli földgyeik közép termékenységűek, javaik meglehetősek.”
1828-ban 115 házában 836 lakos élt. Lakói erdei munkákkal, állattartással, mezőgazdasági eszközök készítésével foglalkoztak.
Fényes Elek 1851-ben kiadott geográfiai szótárában így ír a faluról: „Répás (Alsó és Felső), két egymáshoz közel fekvő tót falu, Szepes vmegyében, ut. p. Lőcséhez északra 1 1/2 mfd., az elsőben lakik: 50 rom., 608 gör. kath., a másodikban 449 r., 82 g. kath., 5 evang. A.-Répáson gör., Felsőn rom. kath. parochia van. F. u. a Görgei nemzetség.”
A trianoni diktátum előtt Szepes vármegye Lőcsei járásához tartozott.

## Népessége
| Év:            | 1994. | 2004.    | 2014.    | 2024.    |
| -------------- | ----- | -------- | -------- | -------- |
| Emberek száma: | 251   | 212      | 183      | 149      |
| Eltérés:       |       | -15,53 % | -13,67 % | -18,57 % |

| Év:            | 2023. | 2024. |
| -------------- | ----- | ----- |
| Emberek száma: | 149   | 149   |
| Eltérés:       |       | +0 %  |

1910-ben 533, túlnyomórészt szlovák lakosa volt.
2001-ben 231 lakosából 229 szlovák volt.
2011-ben 189 lakosából 156 szlovák.

## Nevezetességei
- Szent Anna tiszteletére épített római katolikus temploma a 14. századból származik. A 17. században és 1879-ben átépítették. Az átépítések ellenére a falrészletek mellett fennmaradtak a gótikus ablakok és a csúcsíves kapuzat is.